# Urlați
Urlați is een stad (oraș) in het Roemeense district Prahova. De stad telt 11.638 inwoners (2003).
Steden met gemeentestatus: Ploiești · Câmpina

Steden zonder gemeentestatus: Azuga · Băicoi · Boldești-Scăeni · Breaza · Bușteni · Comarnic · Mizil · Plopeni · Sinaia · Slănic · Urlați · Vălenii de Munte

Gemeenten: Adunați · Albești-Paleologu · Aluniș · Apostolache · Ariceștii Rahtivani · Ariceștii Zeletin · Baba Ana · Balta Doamnei · Bălțești · Bănești · Bărcănești · Bătrâni · Berceni · Bertea · Blejoi · Boldești-Gradiștea · Brazi · Brebu · Bucov · Călugăreni · Cărbunești · Ceptura · Cerașu · Chiojdeanca · Ciorani · Cocorăștii Mislii · Cocorăștii Colț · Colceag · Cornu · Cosminele · Drăgănești · Drajna · Dumbrava · Dumbrăvești · Filipeștii de Pădure · Filipeștii de Târg · Fântânele · Florești · Fulga · Gherghița · Gorgota · Gornet · Gornet-Cricov · Gura Vadului · Gura Vitioarei · Iordăcheanu · Izvoarele · Jugureni · Lapoș · Lipănești · Măgurele · Măgureni · Măneciu · Mănești · Olari · Păcureți · Păulești · Plopu · Podenii Noi · Poiana Câmpina · Poienarii Burchii · Posești · Predeal-Sărari · Provița de Jos · Provița de Sus · Puchenii Mari · Râfov · Salcia · Sălciile · Scorțeni · Secăria · Sângeru · Șirna · Șoimari · Șotrile · Starchiojd · Ștefești · Surani · Talea · Tătaru · Teișani · Telega · Tinosu · Târgșoru Vechi · Tomșani · Vadu Săpat · Valea Călugărească · Valea Doftanei · Vărbilău · Vâlcănești